# Auhof (Schwarzach bei Nabburg)

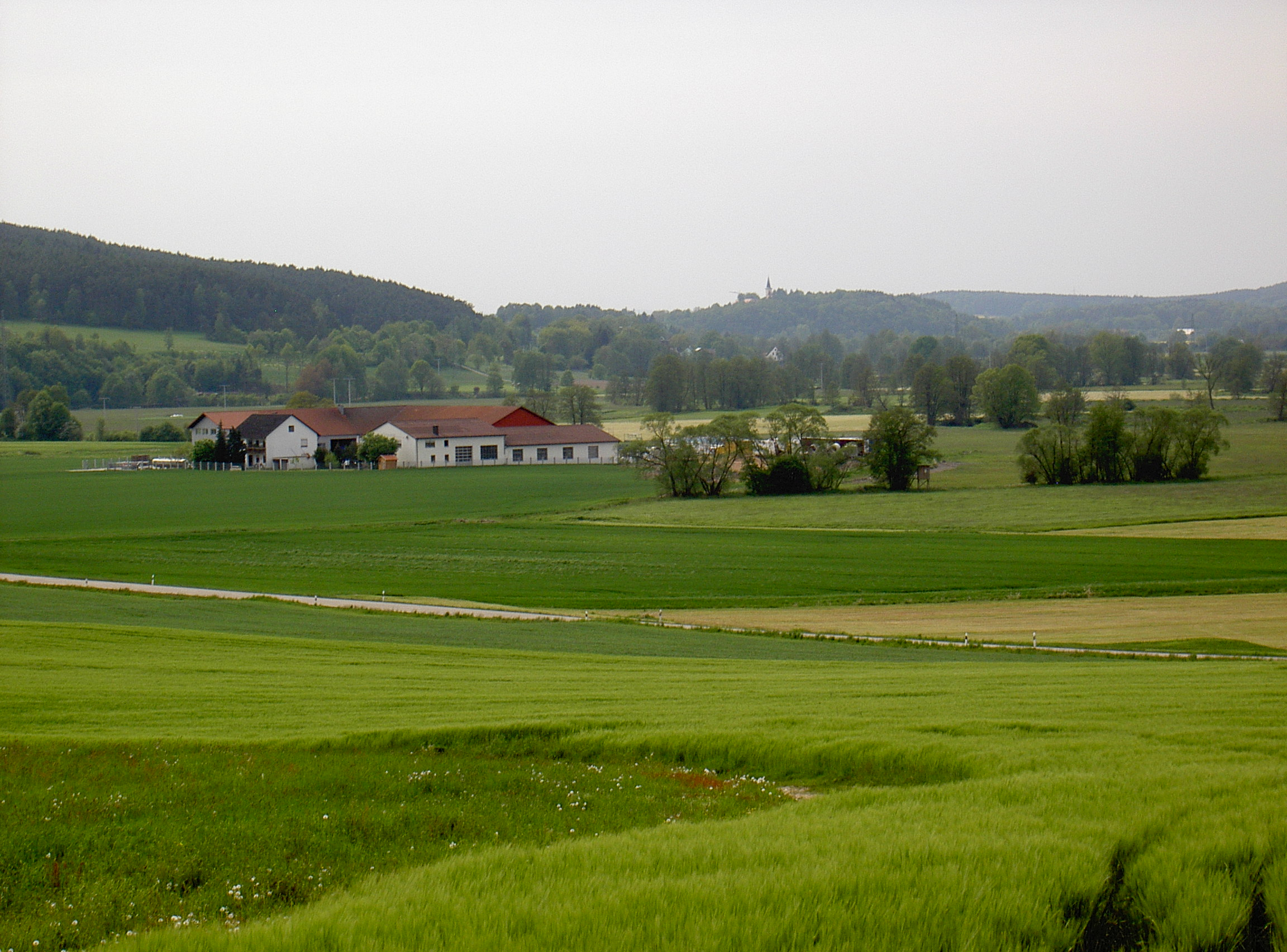
Auhof von Osten

Auhof ist ein Ortsteil der Gemeinde Schwarzach bei Nabburg im Oberpfälzer Landkreis Schwandorf (Bayern).

## Geographische Lage
Auhof befindet sich etwa vier Kilometer südwestlich von Schwarzach. Es liegt im Schwarzachtal ungefähr 200 Meter nördlich der Staatsstraße 2159.

## Geschichte
1808 wurde Auhof mit einem Anwesen aufgeführt.
Entsprechend einer Verordnung von 1808 wurde das Landgericht Nabburg in 58 Steuerdistrikte unterteilt. Dabei bildete Altfalter mit dem Weiler Richt und den Einöden Furthmühle und Auhof einen Steuerdistrikt.
Als weiterer Schritt zur Bildung von politischen Gemeinden entstanden um 1811 Obmannschaften, darunter die Obmannschaft Wölsendorf, zu der Wölsendorf, Altfalter, Weiding, Warnbach, Dietstätt, Sindelsberg, Richt, Auhof und Sattelhof gehörten.
1820 wurden Ruralgemeinden gebildet. Dabei entstand die Ruralgemeinde Altfalter, die aus der Ortschaft Altfalter mit 42 Familien, dem Weiler Furthmühle mit 3 Familien und der Einöde Auhof mit einer Familie bestand.
Seit 1828 war Altfalter Landgemeinde. 1828 hatte Auhof ein Wohngebäude, eine Familie und fünf Einwohner.
1975 wurde Altfalter in die Gemeinde Schwarzach bei Nabburg eingegliedert. Damit gelangte Auhof in die Gemeinde Schwarzach bei Nabburg.

## Einwohnerentwicklung in Auhof ab 1838
| Jahr | Einwohner | Gebäude |
| ---- | --------- | ------- |
| 1838 | 11        | 1       |
| 1871 | 8         | 4       |
| 1885 | 0         | 1       |
| 1900 | 9         | 1       |
| 1913 | 9         | 1       |
| 1925 | 7         | 1       |

| Jahr | Einwohner | Gebäude |
| ---- | --------- | ------- |
| 1950 | 5         | 1       |
| 1961 | 5         | 1       |
| 1970 | 7         | k. A.   |
| 1987 | 3         | 1       |
| 2011 | 5         | k. A.   |